# Feed (Facebook)
Feed của Facebook, tên cũ là News Feed là một tính năng của mạng xã hội này. Web feed là hệ thống chính mà thông qua đó người dùng tiếp xúc với nội dung được đăng trên mạng. News Feed nhấn mạnh thông tin bao gồm các thay đổi hồ sơ, sự kiện sắp tới và sinh nhật, trong số các cập nhật khác. Sử dụng phương pháp độc quyền, Facebook chọn một số cập nhật để hiển thị cho người dùng mỗi lần họ truy cập vào nguồn cấp dữ liệu của họ, trong số trung bình 2.000 cập nhật họ có thể nhận được. Tính năng này đã được giới thiệu vào năm 2006 và được đổi tên thành "Feed" vào năm 2022.

## Lịch sử
Trước năm 2006, Facebook chỉ đơn giản gồm các hồ sơ, yêu cầu người dùng truy cập hồ sơ để xem bất kỳ bài đăng mới nào. Vào ngày 6 tháng 9 năm 2006, Facebook đã công bố một tính năng trang chủ mới có tên là "News Feed". Bố cục mới đã tạo ra một trang chủ thay thế trong đó người dùng thấy một danh sách được cập nhật liên tục các hoạt động trên Facebook của bạn bè họ. Ban đầu, việc bổ sung News Feed gây ra sự bất bình trong người dùng Facebook, nhiều người phàn nàn rằng nguồn thông tin này quá khó chịu, chi tiết mọi khoảnh khắc với dấu thời gian, và vi phạm quyền riêng tư của họ. Một số người kêu gọi tẩy chay công ty. Đáp lại sự không hài lòng này, CEO Mark Zuckerberg đã đưa ra một tuyên bố làm rõ rằng "Chúng tôi đã không lấy đi bất kỳ tùy chọn bảo mật nào", và sau đó đã gửi thư xin lỗi vì thiếu thông tin về các tính năng mới và kiểm soát của người dùng, viết "Chúng tôi thực sự đã làm hỏng tính năng này. [...] Tôi muốn thử sửa những lỗi đó ngay bây giờ." 
Nguồn cấp tin tức đã nhận được nhiều bản cập nhật trong những năm qua kể từ khi thiết lập ban đầu. Vào năm 2008, Facebook đã thêm một nút phản hồi cho mỗi câu chuyện trong nguồn cấp dữ liệu của người dùng, cho phép họ nói với dịch vụ về sở thích cá nhân của họ để tùy chỉnh News Feed. Tuy nhiên, nút phản hồi đã bị xóa vào tháng 4, và được phục hồi vào tháng 7, với thông báo Facebook đã loại bỏ lần lặp đầu tiên của các tùy chọn phản hồi do tác động thấp đến sự hài lòng của người dùng so với các khía cạnh khác của thuật toán.
Vào tháng 3 năm 2009, Facebook đã đưa ra tùy chọn "Thích" một trang để xem các bản cập nhật từ trang đó trong nguồn cấp dữ liệu của họ, cung cấp cho người dùng các bộ lọc tùy chỉnh để xác định bạn bè nào họ muốn xem các bản cập nhật của News Feed, và cũng đã thêm trường xuất bản ở đầu nguồn cấp dữ liệu, trước đây dành riêng cho hồ sơ người dùng, để tạo bài đăng dễ dàng. Lĩnh vực xuất bản chứa văn bản câu hỏi "Có gì trong tâm trí của bạn?", Một câu hỏi tương tự nhưng cũng đáng chú ý là khác với Twitter 'Bạn đang làm gì lúc này?' Vài tuần sau, công ty đã giới thiệu các biện pháp kiểm soát để giảm nội dung từ các tương tác ứng dụng và cho phép nguồn cấp dữ liệu hiển thị ảnh trong đó bạn bè được gắn thẻ.
Vào năm 2022, công ty mẹ của Facebook, Meta, tuyên bố đổi tên "News Feed" thành "Feed".